# Pittosporum ramosii
Pittosporum ramosii är en tvåhjärtbladig växtart som beskrevs av Merrill. Pittosporum ramosii ingår i släktet Pittosporum och familjen Pittosporaceae. Inga underarter finns listade.